# Barbican
Barbican és una marca de begudes de malta d'ordi sense alcohol distribuïdes per Aujan Coca-Cola Beverages Company (ACCBC). La beguda es ven principalment a l'Orient Mitjà i al nord d'Àfrica.
A causa de la popularitat de Barbican als països del Consell de Cooperació per als Estats Àrabs del Golf, s'ha convertit en una marca vulgaritzada per a les begudes de malta sense alcohol. De vegades s'utilitza en la preparació d'aliments, còctels sense alcohol, postres i com a acompanyament de formatge o xocolata.

## Història
Barbican va ser fabricat originàriament per Bass Brewery, amb seu al Regne Unit. Aujan Industries va començar a importar la beguda per a la venda a l'Orient Mitjà el 1983. Juntament amb el Moussy de fabricació suïssa, Barbican va ser la primera beguda de malta sense alcohol que es va vendre a la regió. El 1999 Aujan Industries va comprar la marca Barbican i el 2010 va començar a fabricar-la a la factoria de l'empresa a Dubai. Barbican va representar el 5% de les vendes totals d'Aujan el 2013.
Barbican també es ven a Malàisia car s'importa de l'Aràbia Saudita i es distribueix per Coca-Cola Refreshments Malaysia. Barbican es fabrica a les factories d'ACCBC a Dammam i Dubai.
A part de la beguda de malta original, Barbican es ven en 8 variants amb gust de fruita en ampolles i llaunes de vidre de 330 ml. El sabors de mango i fruita de la passió i de magrana només es venen en ampolles de vidre.